# Negligé
Et negligé (fransk: négligé), bogstaveligt "negligeret", kendt i Frankrig som  déshabillé, er en form for gennemsigtigt tøj til kvinder. Det består af tyndt stof syet til en lang kjole og er en form for nattøj. Det blev introduceret i Frankrig i 1700-tallet, hvor det efterlignede den tunge hellange kjole, som kvinder bar på dette tidspunkt.
I 1920'erne begyndte negligéet at efterligne kvinders aftenkjoler i satin. Termen "negligé" blev brugt på en række figurer fra 1927 produceret af Royal Doulton; de var da udformet som kvinder i knælange underkjoler i silke eller rayon. Det var først efter anden verdenskrig, hvor nattøj udviklede sig fra at være udelukkende praktisk til også at have en sensuel eller erotisk anvendelse, at negligéet for alvor blev udbredt som en form for lingeri. Tidligere eksempler ses bl.a. i 1941, hvor den amerikanske skuespiller Rita Hayworth er iført et negligé i magasinet LIFE.
Moderne negligéer er ofte meget mere løse og fremstillet af tyndt gennemsigtig tekstil og dekoreret med blonder eller sløjfer. Der bruges ofte flere lag stof. Introduktionen af syntetiske fibre som nylon har også gjort dem mere udbredte. Fra 1940'erne og til 1970'erne blev negligéet kortere, som eksempelvis babydoll-kjoler. Disse samles nogle gange som vintagetøj.
I Storbritannien stod negligéer kun for 4 % af nattøjssalg til kvinder i 2004, idet pyjamassen siden 1980'erne har domineret markedet. Siden 1998 er salget dog steget.